# World Hijab Day
 (avril 2016).
Si vous disposez d'ouvrages ou d'articles de référence ou si vous connaissez des sites web de qualité traitant du thème abordé ici, merci de compléter l'article en donnant les références utiles à sa vérifiabilité et en les liant à la section « Notes et références ».
Le World Hijab Day [ˈwɝld hɪˈd͡ʒæb deɪ] (« journée mondiale du hidjab » en anglais) est le premier février depuis 2013. En 2016, il a été pratiqué dans 140 pays. En France, le premier Hijab Day a eu lieu à Lyon en février 2015, ce qui a suscité un véritable buzz sur la toile. Puis une seconde édition a eu lieu à Sciences Po Paris le 20 avril 2016.

## Word Hijab Daydans le monde
La première Journée mondiale du Hidjab a été célébrée en 2013 et a été proposée par Nazma Khan. L'événement encourage toutes les femmes musulmanes, ainsi que les femmes non musulmanes, à porter le hijab et l'expérience de vie en tant que femme hidjabi (à savoir une femme portant un hidjab). La journée mondiale du hijab est décrite par ses organisateurs comme un moyen pour les femmes non hidjabi d'expérimenter le voile « de l'intérieur ». Les critiques au contraire l'ont décrit comme un « effort bien financé par les musulmans conservateurs pour dominer les sociétés musulmanes modernes ».

## Hijab day à Lyon 2015
La première édition du World Hijab Day s'est déroulée dans les rues de Lyon, le 1er février 2015. À l'origine de cette initiative trois jeunes ambassadrices du mouvement World Hijab Day en France, qui ont su mener à bien ce projet. Naella Aslimani et Hajer Zennou dont le but était d'ouvrir le dialogue autour du hijab avec les citoyens français et leur permettre d'essayer le voile quelques instants. Une vidéo YouTube a fait le tour de la toile et a suscité beaucoup d'interrogations autour de la question de la laïcité en France. 
L'événement qui devait avoir lieu le 1er février 2016 a quant à lui été annulé sur décision préfectorale.

## Critique
Asra Nomani, militante musulmane féministe a déclaré "en tant que femmes musulmanes, nous vous demandons de ne pas porter le hidjab au nom de la solidarité interreligieuse." ajoutant que, "Ce mouvement promeut l'idéologie de l'islam politique".
Maajid Nawaz, un réformateur musulman, qualifie la journée d'un « effort richement doté des musulmans conservateurs de dominer les sociétés musulmanes modernes » et rajoute que cet évènement répand « l'interprétation trompeuse » que le hidjab est toujours porté volontairement, et que le mot « hidjab » veut juste dire « voile ». Il a aussi qualifié l'évènement de « pire que démodé » suggérant de changer le nom pour « la journée du hidjab est un choix ».